# کوخانه
کوخانه (به لهستانی:  Kochany) یک روستا در لهستان است که در گمینا وودنگه واقع شده‌است.